# Ortwin Sam Schneider-Freyermuth
Ortwin Sam Schneider-Freyermuth (* 1958) ist ein deutschamerikanischer Videospiel-Manager, Rechtsanwalt für die Unterhaltungsbranche und Filmproduzent. Zusammen mit Chris Roberts ist er Mitbegründer und aktuell auch stellvertretender Vorsitzender und General Counsel von Cloud Imperium Games. Er ist auch als CEO der Filmproduktionsfirma Capella Films und als Produzent der Director’s Cut-Version von Wolfgang Petersens Das Boot aus dem Jahr 1997 bekannt.

## Biografie
Ortwin Freyermuth studierte Rechtswissenschaften an der Universität Göttingen und an der University of California, Los Angeles, an der er 1986 seinen Master mit einer Arbeit zum Filmvertriebs- und Urheberrecht abschloss. In den frühen 1990er Jahren war er Teil einer Gruppe deutscher Filmproduzenten, die ein neues Geschäftsmodell einführten und die Produktions- und Vertriebsrechte für mehrere Hollywood-Filme mit sowohl finanziellem als auch Publikumserfolg erwarben. Nachdem er zuvor als Rechtsberater für Chris Roberts Ascendant Pictures und andere Produktionsfirmen tätig war, gründete er 2011 mit Roberts Cloud Imperium Games, um das Videospiel Star Citizen zu entwickeln.
Ortwin Freyermuth ist der Bruder des deutsch-amerikanischen Medienwissenschaftlers, Publizisten und Autors Gundolf S. Freyermuth.

## Akademische Arbeiten
- Erwin Deutsch, Ortwin Schneider-Freyermuth, Ulrich Koenig: Die Vervielfältigung von Filmen durch Hochschulen und ihre Einrichtungen : rechtliche Probleme untersucht am Beispiel des IWF-Filmverleihs. Springer, Berlin/Tokyo 1985, ISBN 978-3-540-15728-1.
- Ortwin S Freyermuth: Film distribution and modern video technology : the shift of motion picture distribution into the private sphere and its impact on copyright protection. University of California, Los Angeles 1986, OCLC 16163525 (englisch).
- Ortwin S Freyermuth: Open Development as Disruptive Game Design Practice. In: Clash of Realities 2015/16: On the Art, Technology and Theory of Digital Games, p. 565-590. transcript, Bielefeld 2017, ISBN 978-3-8376-4031-1 (englisch).

## Filmografie

### Produzent
- 1991: Tod im Spiegel (Co-Produzent)
- 1991: Die total beknackte Nuß (Executive Producer)
- 1993: Karen McCoy – Die Katze (Executive Producer)
- 1993: Carlito’s Way (Executive Producer)
- 1994: Body Shot - Ums nackte Überleben (Executive Producer)
- 1997: Das Boot (Producer – Director’s Cut)
- 2011: The Ledge – Am Abgrund (Executive Producer)

### Rechtsberatung
- 1988: Burning Secret (1988) (Sonderberater)
- 1990: Die unendliche Geschichte II – Auf der Suche nach Phantásien (Produktionsleiter)
- 2003: 11:14 (zusätzliche juristische Dienstleistungen)
- 2003: Monster (Rechtsberatung – als Ortwin Freyermuth Esq.)
- 2005: Havoc (Rechtsberatung)
- 2005: Lord of War – Händler des Todes (Rechtsberatung: Ascendant Pictures)
- 2006: Ask the Dust (Rechtsberatung: Freyermuth & Associates)
- 2006: Lucky Number Slevin (Rechtsberatung: Freyermuth & Associates, Inc. – als Ortwin Freyermuth Esq.)
- 2013: 2 Guns (Finanzierung Rechtsberatung: Freyermuth & Associates, Inc. für Foresight Unlimited – als Ortwin Freyermuth Esq.)
- 2014: Das grenzt an Liebe (Rechtsberatung: Finanzierung)